# Nikolaj Gusakov
Nikolaj Nikolaevič Gusakov (in russo Николай Николаевич Гусаков?; Petrozavodsk, 14 maggio 1934 – San Pietroburgo, 14 dicembre 1991) è stato un combinatista nordico sovietico.

## Palmarès

### Olimpiadi invernali
- Bronzo a Squaw Valley 1960 nella combinata nordica.